# Izabelmont
Izabelmont – wieś w Polsce położona w województwie lubelskim, w powiecie lubartowskim, w gminie Abramów.
| SIMC    | Nazwa    | Rodzaj    |
| ------- | -------- | --------- |
| 0378141 | Podlasie | część wsi |
| 0378158 | Podwórze | część wsi |

W latach 1975–1998 miejscowość administracyjnie należała do województwa lubelskiego.
Wieś stanowi sołectwo gminy Abramów. Według Narodowego Spisu Powszechnego (III 2011 r.) wieś liczyła 115 mieszkańców.
Nazwa Izabelmont pochodzi od złożenia imienia Izabela i francuskiego słowa mont – to jest góra, szczyt  Wieś notowana w spisie ludności diecezji krakowskiej z roku 1787 .